# Чернишено (Думіницький район)
Чернишено (рос. Чернышено) — село в Думіницькому районі Калузької області Російської Федерації.
Населення становить 728 осіб. Входить до складу муніципального утворення Село Чернышено.

## Історія
Від 2004 року входить до складу муніципального утворення Село Чернышено.

## Населення
| 2002 | 2010 |
| ---- | ---- |
| 772  | ↘728 |